# کی‌تی‌ام ۴۵۰
کی‌تی‌ام ۴۵۰ (انگلیسی: KTM 450 EXC) یک موتورسیکلت چهارزمانه تک‌سیلندر اندرو آفرود با قدرت ۵۱ اسب بخار که توسط کمپانی کی‌تی‌ام ساخته شده است. مدل‌های اروپایی تردد قانونی ۴۰۰ و در ایالات متحده ۴۵۰ سی‌سی هستند. نسخه‌های اروپایی دارای چراغ جلو کوچک، سرعت سنج، چراغ عقب و سیستم تعلیق عقب بدون لینک (PDS) هستند. این موتورسیکلت در ایالات متحده در ۵۰ ایالت قانونی خیابانی محسوب می‌شود.